# 14960 Yule
14960 Yule este un asteroid din centura principală de asteroizi.

## Descriere
14960 Yule este un asteroid din centura principală de asteroizi. A fost descoperit pe 21 mai 1996 la Prescott (Arizona) de Paul G. Comba. El prezintă o orbită caracterizată de o semiaxă mare de 2,57 ua, o excentricitate de 0,06 și o înclinație de 1,0° în raport cu ecliptica.